# 比留間文彦
比留間 文彦（ひるま ふみひこ、1959年9月13日- ）は、比留間環境教育研究所（東京都立川市）社長。「英国国立ウェールズ大学大学院環境プログラム」元代表。（同プログラムは既に経営破綻している）関東学院大学非常勤講師。

## 来歴
東京都八王子市出身。千葉大学工学部合成化学科卒、同大学院工学研究科画像工学専攻修了、同自然科学研究科環境科学専攻を1992年、32歳で修了。
大学生だった1978年4月に日野市の自宅で中学生に勉強を教え始めた。その後、大学受験や各種資格受験などに対象を拡大。「比留間塾」と名付けた。現在も教室は自宅敷地内のプレハブ小屋である。　※現在は存在していない。
日本環境総研が運営していた学位授与ビジネス「英国国立ウェールズ大学大学院環境プログラム」の教員を務めていたが、2004年に日本環境総研を買収し、同プログラムの運営を開始。2006年に比留間環境教育研究所を設立し、同プログラムや比留間塾を運営している。　※比留間環境教育研究所で運営していた「英国国立ウェールズ大学大学院環境プログラム」は経営破たんしている。